# Universitat de Damasc
La Universitat de Damasc (àrab: جَامِعَةُ دِمَشْقَ, Jāmiʻat Dimaxq) és la universitat més gran i antiga de Síria. Es troba a Damasc, tot i que té campus a d'altres ciutats sirianes. Va ser fundada l'any 1923 com a Universitat de Síria (àrab: الْجَامِعَة السُّورِيَّة, al-Jāmiʻa as-Sūriyya) gràcies a la fusió de l'Escola de Medicina (creada el 1903) i l'Institut de Dret (creat el 1913). Va adoptar el seu nom actual després de la fundació de la Universitat d'Alep el 1958.
La Universitat de Damasc va ser una universitat reputada dins del món àrab abans que comencés la guerra civil a Síria el 2011.
Compta amb diverses facultats, instituts superiors, instituts intermedis i una escola d'infermeria. Una de les institucions està especialitzada en l'ensenyament de la llengua àrab a estrangers, que és la institució més gran d'aquest tipus al món àrab.

## Història
L'any 1901 es va aprovar la creació de l'Oficina de l'Escola de Medicina de Damasc i l'any 1903 es va obrir l'escola pròpiament dita, que és el nucli originari de la universitat actual. L'escola incloïa branques de medicina i farmàcia, i la llengua d'instrucció era el turc.
El 1913 es va obrir una Facultat de Dret a Beirut, en la qual la majoria dels professors eren àrabs i la llengua d'ensenyament era l'àrab. Aleshores, aquesta escola va ser traslladada a Damasc el 1914 just quan l'Escola de Medicina es va traslladar a Beirut. Després, en els últims anys de la Primera Guerra Mundial, la Facultat de Dret va tornar a Beirut.

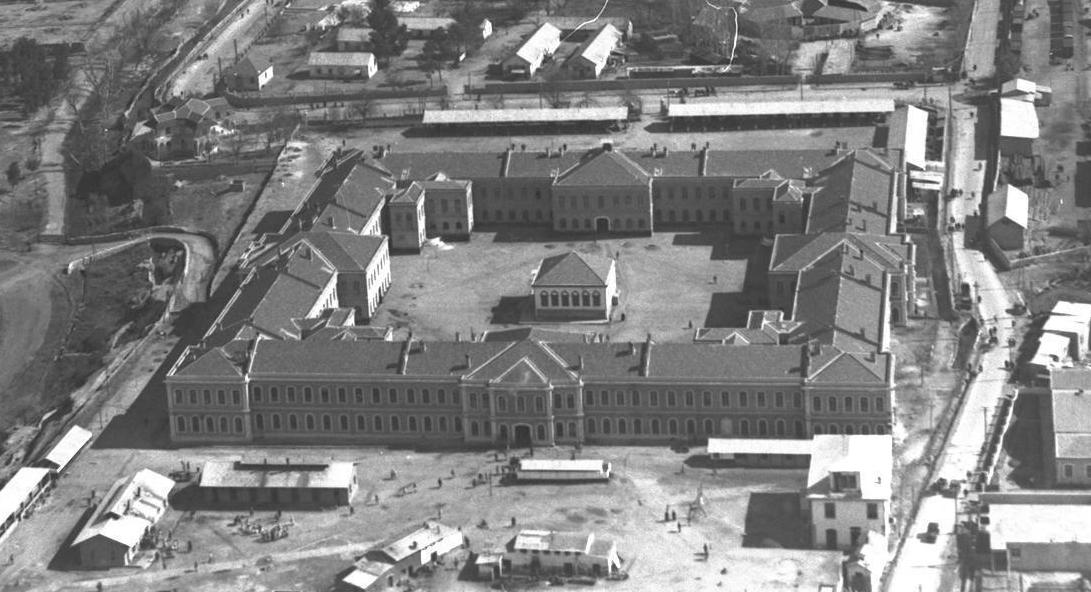
Seu de la universitat als anys 1930.

Arran d'això, a Damasc es van inaugurar l'Institut de Medicina i la Facultat de Dret, el primer a principis de gener de 1919 i el segon el setembre del mateix any.
El 1923, la Facultat de Dret va ser nomenada Institut de Dret, i es va vincular amb l'Institut de Medicina, la Societat Àrab i el Centre de Patrimoni Àrab per a crear una nova institució amb el nom de Universitat de Síria. La Societat Àrab i el Centre del Patrimoni Àrab es van separar de l'organització el 1926.

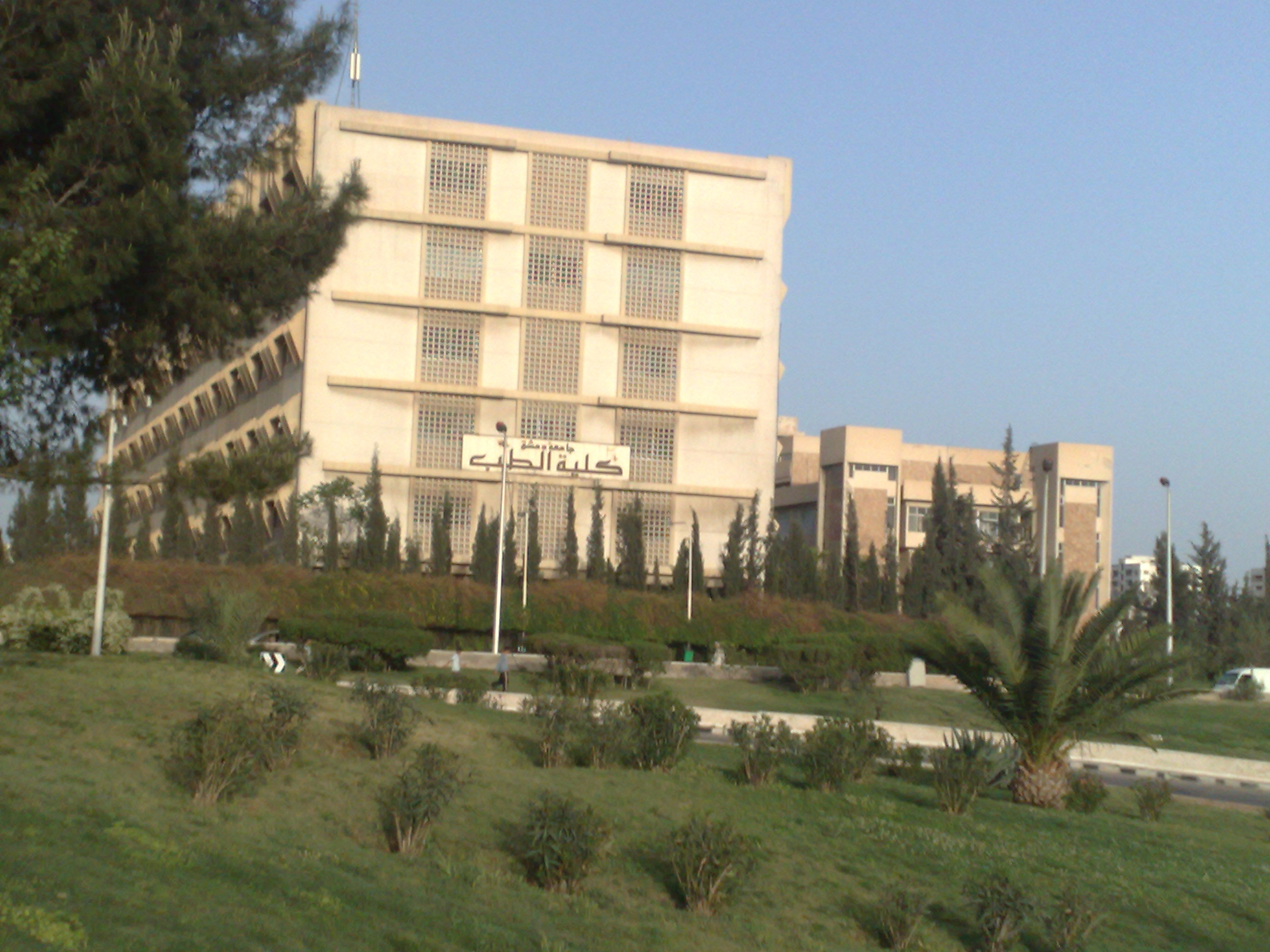
Facultat de Medicina.

L'any 1928 es va constituir l'Escola d'Estudis Superiors Literaris i de seguida va connectar la seva administració amb la universitat. El 1929 es va convertir en l'Escola de Lletres, que va tancar el curs 1935–1936.
A partir de 1946, la universitat va deixar de limitar-se als Instituts de Medicina i Dret i va crear facultats i institucions superiors d'altres assignatures.
El 1958 es va crear una nova llei per regular les universitats de les regions del nord i el sud de la República Àrab Unida. Això va portar a canviar el nom d'Universitat de Síria pel d'Universitat de Damasc i a la creació d'una segona universitat a la regió nord anomenada Universitat d'Alep.

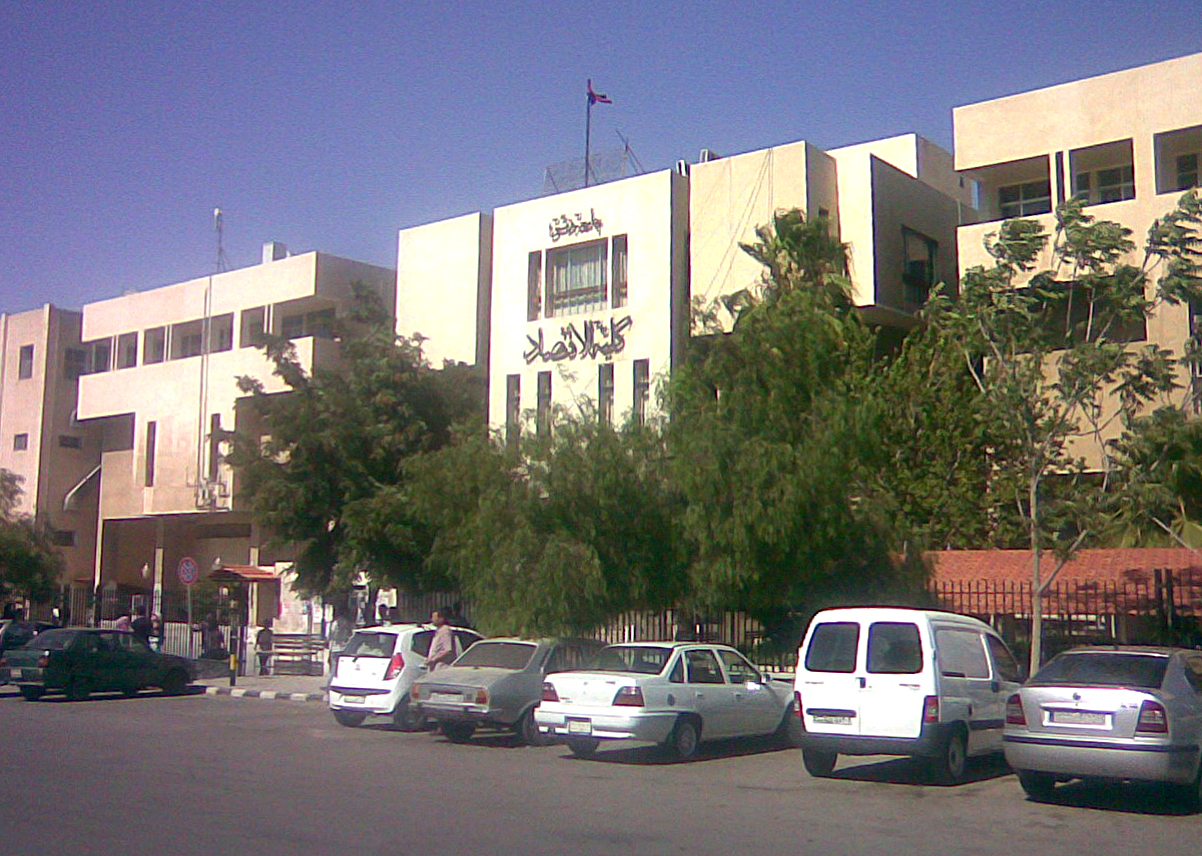
Facultat d'Economia.

El 1959, el Col·legi de Belles Arts es va establir a Damasc i va passar a formar part de la Universitat de Damasc el 1972.

## Estructura

### Graus que s'ofereixen
La Universitat de Damasc atorga programes de grau (Màster, Ph.D. Formació i Qualificació Professionals) i de grau (Grau). El període d'estudis del grau va de 4 a 6 anys, en funció de la necessitat de cada disciplina d'estudi. Els programes de màster combinen el treball del curs i la recerca, i requereixen un mínim de dos anys i un màxim de tres. En determinades circumstàncies, es pot aprovar un quart curs addicional per decisió del consell universitari basat en la recomanació del consell de facultat. El doctorat és un programa totalment de recerca. El període de recerca no és inferior a dos anys ni superior a cinc anys per decisió del consell universitari basat en la recomanació del consell de facultat, tot i que algunes facultats, com la Facultat de Lletres o el Departament de Literatura Anglesa, no atorguen doctorats.

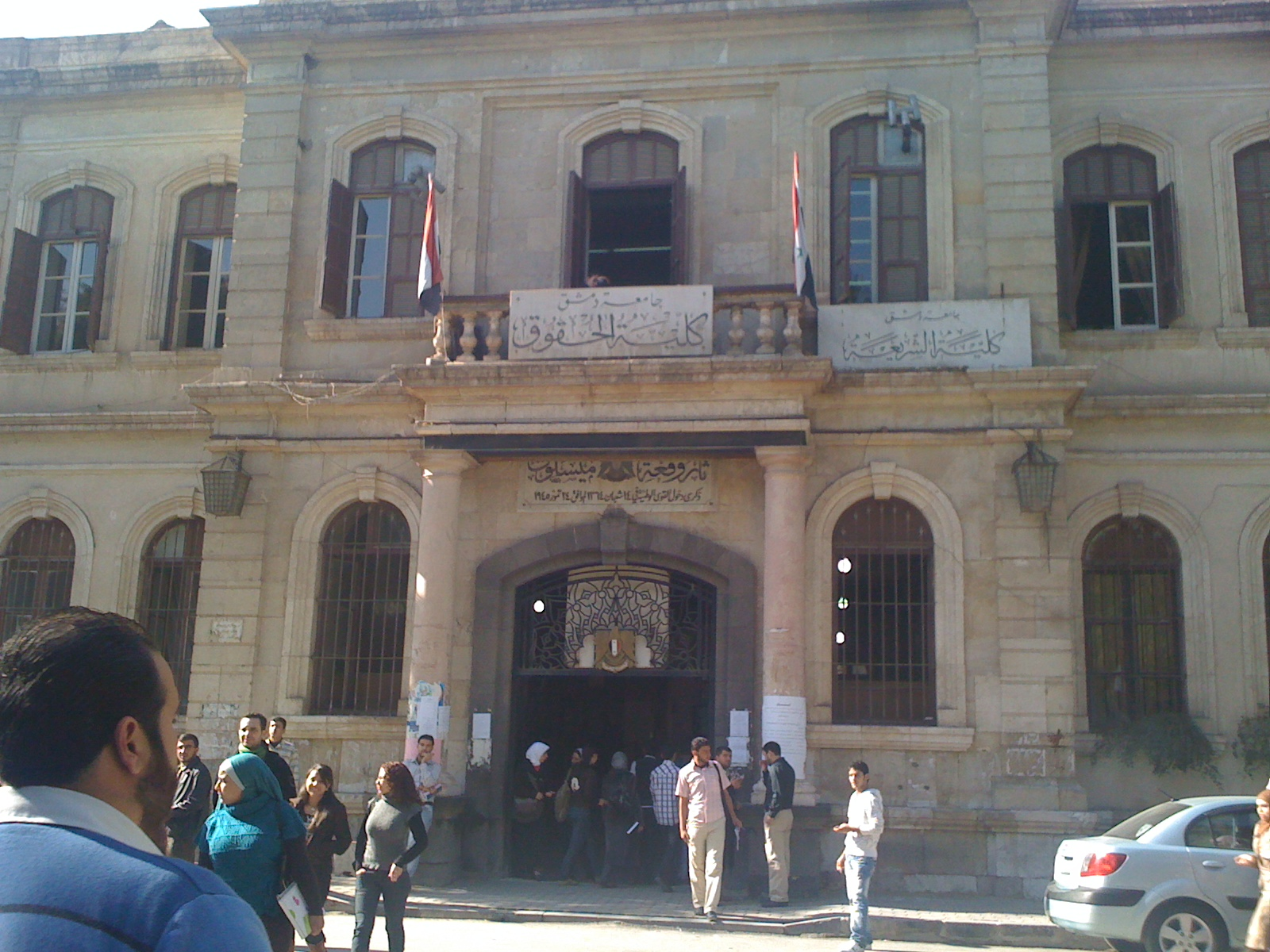
Facultat de Dret.

### Facultats
- Medicina: fundada el 1903. És un dels deu principals proveïdors internacionals de metges amb llicència als Estats Units.[7]
- Farmàcia: fundada l'any 1903.
- Odontologia: fundada l'any 1921.
- Tecnologia de la informació: fundada l'any 1994.
- Enginyeria Civil: Fundada l'any 1961.
- Enginyeria mecànica i enginyeria elèctrica: fundada el 1963.
- Economia: fundada l'any 1956.
- Arts i Humanitats: Fundat el 1928.
- Educació: fundada l'any 1946.
- Agricultura: fundada l'any 1963.
- Jurisprudència islàmica: fundada el 1954.
- Arquitectura: fundada l'any 1960.
- Ciències
- Belles arts: fundada l'any 1960.
- Ciències polítiques: fundada l'any 1979.

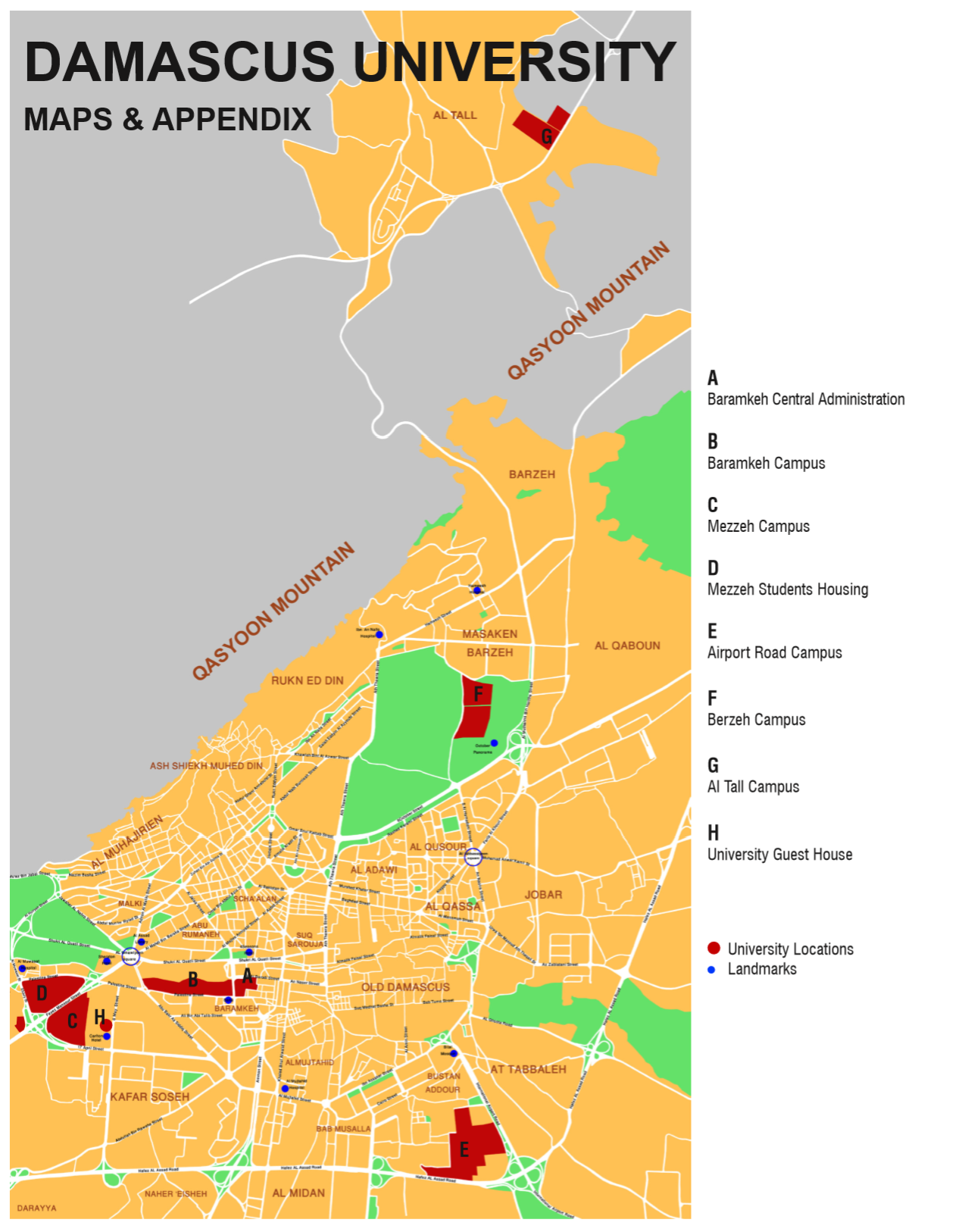
Situació dels campus a Damasc.

- Dret: fundat l'any 1913.
- Turisme

### Instituts superiors
- Institut Superior d'Investigació i Aplicacions del Làser
- Institut Superior de Desenvolupament Administratiu
- Institut Superior d'Estudis i Recerca Sismològics
- Institut Superior d'Idiomes
- Institut Superior de Traducció i Interpretació

L'Institut de la Llengua Àrab de la Universitat de Damasc és reconegut com el millor centre del món per estudiar àrab per a parlants no nadius. El Centre d'Estudis àrabs a l'estranger, la principal organització dels Estats Units per a l'estudi de l'àrab, ara obre una segona sucursal a la universitat.
L'Institut de la Llengua Àrab de la Universitat de Damasc és conegut per l'ensenyament immersiu en àrab, que permet una adquisició de la llengua més ràpida, natural i completa. La facultat de l'Institut de la Llengua Àrab està compromesa amb l'ensenyament de l'àrab clàssic, oferint així una alternativa als estudis que es fan a Egipte o Jordània, on molt de l'ensenyament es fa en l'àrab local.

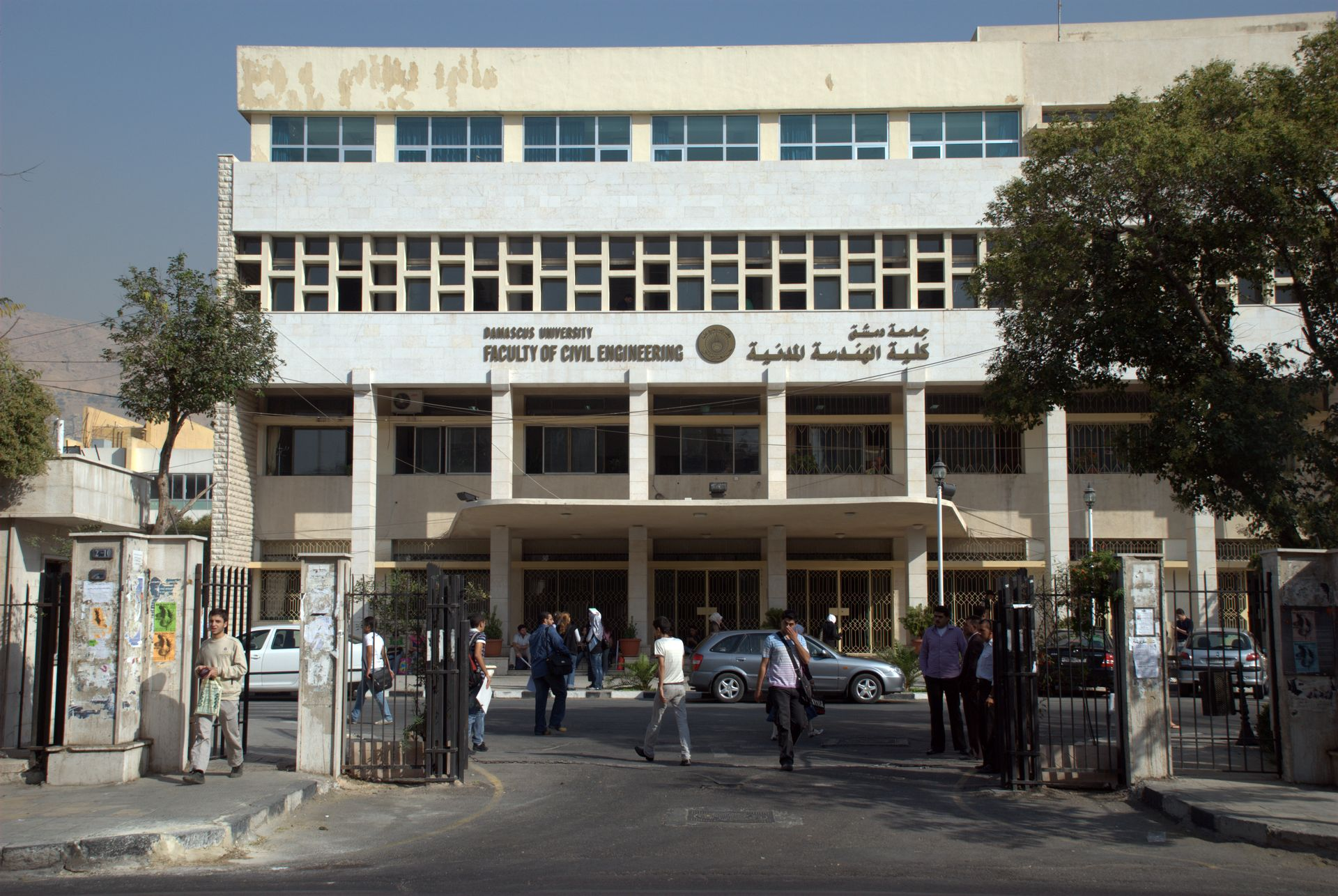
Facultat d'Enginyeria Civil.

### Instituts tècnics
La durada dels l'estudis és de dos anys, quan els estudiants graduats reben un diploma del mateix institut segons la jurisdicció que s'esculli.
- Institut Tècnic d'Administració d'Empreses i Màrqueting: amb les següents disciplines: Administració d'Empreses – Màrqueting – Relacions Públiques.
- Institut Tècnic de Finances i Ciències Bancàries: (abans conegut com a "Institut Comercial", ofereix títols associats en les següents disciplines: Comptabilitat – mercats financers – estudis bancaris. S'ofereix als millors estudiants la possibilitat de continuar la seva formació a la Facultat d'Economia)
- Institut Tècnic de Medicina
- Institut Tècnic d'Odontologia
- Institut Tècnic d'Enginyeria
- Institut Tècnic d'Enginyeria Mecànica i Electricitat
- Institut Tècnic d'Informàtica
- Institut Tècnic d'Estudis Agraris

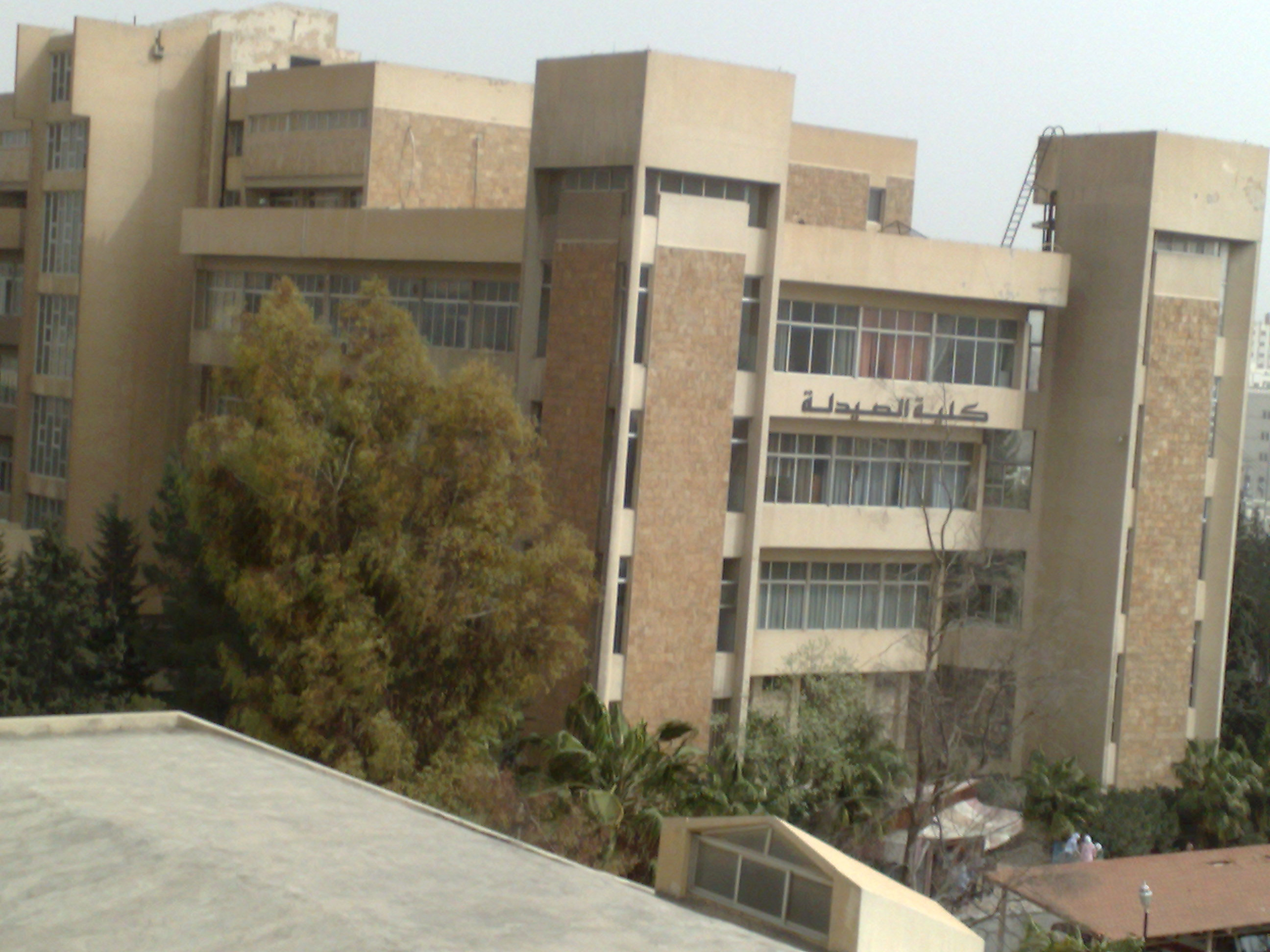
Facultat de Farmàcia.

El 13 de novembre de 2012, el president Baixar al-Àssad va emetre un decret sobre l'establiment d'una sucursal de la Universitat de Damasc a Quneitra, una ciutat dels Alts del Golan.

### Aprenentatge Obert
EL Centre d'Aprenentatge Obert ofereix titulacions en tres especialitats:
- Estudis jurídics
- Informàtica i informàtica
- Projectes menors i intermedis
- Llengua anglesa

### Biblioteca
La Biblioteca de la Universitat de Damasc va obrir el 1903 (amb l'establiment de l'Oficina Mèdica). El 2011 contenia uns 169.000 volums i 3.830 publicacions periòdiques actuals.

### Hospitals universitaris
La universitat gestiona vuit hospitals a la ciutat de Damasc:
- Hospital Universitari al-Àssad
- Hospital Universitari al-Muwasat
- Hospital Universitari d'Obstetrícia i Ginecologia
- Hospital Universitari de Cirurgia Cardíaca
- Hospital Universitari de Dermatologia i Malalties Venèries
- Hospital Universitari Infantil
- Hospital Universitari al-Bairouni
- Hospital de Cirurgia Oral Maxil·lofacial

### Centres d'orientació professional i desenvolupament de capacitats
- Clíniques empresarials (Xabab-Damasc)

## Alumnes notables
- Khaled al-Asaad
- Rasha Abbas
- Nizar Qabbani
- Duraid Lahham
- Abdul Halim Khaddam
- Nazim al-Kudsi
- Nureddin al-Atassi
- Georges Sabra
- Xadia Habbal
- Ghassan Kanafani
- Akram Hourani
- Mahmud Abbas
- Baixar al-Àssad
- Buixra al-Àssad
- Bassel al-Àssad
- Rifat al-Àssad